# 特別區
特別區（日语：／ tokubetsu ku */?）是日本的行政區劃之一，置於都道府縣之下，與市町村同為第二級行政區劃，但屬於特別地方公共團體，自治權限較市町村為高、低於政令指定都市。
該建制依1947年施行的《地方自治法》成立以來，原僅允許都設置，因此只有東京都設置特別區，即東京都區部（東京23區），由原東京市拆分而來。自2012年起，特別區設置的適用範圍擴大，道府縣可依照專法，在人口達200萬的大都市區域設置特別區，但目前未有成功設置之案例。

## 概說
目前日本以「區」為名的行政區劃，包括了政令指定都市的「行政區」、以及東京都屬下的特別區。特別區雖然以「區」為名，其實擁有類似其他國家自治市等級的行政地位，與都政府之間並不是完全的上下從屬關係，而是擁有非常高度的自治權，因應這定位，為了解決都與區之間縱向、或各特別區之間橫向的聯絡與協調問題，還設置有都區協議會這類的機關處理相關事務。
特別區與政令指定都市的行政權限類似，唯為確保大都市的行政一體性，如上下水道、警察、消防等事務，仍由都政府負責。特別區的行政首長為區長，民意機關為區議會，區長與區議會議員都是由該區居民直選產生。但其他國家或地區而言，「區」的高級官員未必都是可以直選。

### 關於道府縣設置特別區
在2012年以前，根據《地方自治法》，特別區是針對「都」此類行政區設置的行政區劃，並不是特別為東京都而設的，但由於只有東京都一個「都」，因此也只有東京有特別區存在。大阪市曾在2010年開始討論與比鄰的堺市一起拆分為數個特別區，並讓上級區劃大阪府改制為「都」，即大阪都構想；該構想雖未成功實現，但促使日本國會於2012年通過《大都市地域設置特別區相關法律》，規定人口多於200萬人口的大都市區域，只要經當地民眾公投同意，亦可撤除原有的市町村、設立轄於道府縣的特別區，使特別區不再限制於都。該專法通過後，大阪市於2015年在大阪府及堺市無意改制下，單獨舉辦了特別區設置公投，計畫將大阪市拆分為數個特別區，但最後以些微差距否決；2020年又出了類似的公投，但還是以些微差距否決。
根據上述專法，目前可以建立特別區的道府縣如下。但除了曾提出改制公投的大阪市之外，這些地方自治體尚無設置特別區的構想。
- 北海道 - 札幌市及其周邊都市
- 埼玉縣 - 埼玉市及其周邊都市
- 千葉縣 - 千葉市及其周邊都市
- 神奈川縣 - 僅橫濱市，或橫濱市與川崎市，或橫濱市、川崎市及其周邊都市
- 愛知縣 - 僅名古屋市，或名古屋市及其周邊都市
- 京都府 - 京都市及其周邊都市
- 大阪府 - 大阪市，或大阪市與堺市，或大阪市、堺市及其周邊都市
- 兵庫縣 - 神戶市及其周邊都市
- 福岡縣 - 福岡市及其周邊都市

## 外語譯名
政令市下普通的區其英語譯稱為（建制區），而特別區則在其前加上「特別」兩字而成；但為了符合其高度自治的行政地位，東京都自2007年起，將各特別區改譯為（市）。

## 外部鏈結
- http://www.soumu.metro.tokyo.jp/05gyousei/02arikataindex.html （页面存档备份，存于） - 東京都總務局（日语：東京都総務局）行政部
- http://www.tokyo23city-kuchokai.jp/ （页面存档备份，存于）